# Економіка Хорватії
Хорватія (Республіка Хорватія, хорв. Hrvatska Republika Hrvatska) має сервісно орієнтовану економіку; її третинний сектор (сфера послуг) становить до 70 % хорватського валового внутрішнього продукту — ВВП (в 2012 р.—  бл. 62 %). Хорватія (разом із Словенією) була однією з найбільш розвинених республік колишньої Югославії. Дохід на душу населення в соціалістичній Хорватії щонайменше на третину перевищував цей середній показник у СФРЮ.
Крім традиційно потужної туристичної галузі, транспорту, торгівлі і сфери послуг, сучасна Республіка Хорватія має доволі розвинену індустрію (насамперед харчову, машинобудівну, легку і хімічну) та сільське господарство (включно з такою новою галуззю, як штучне розведення риби).

## Туризм

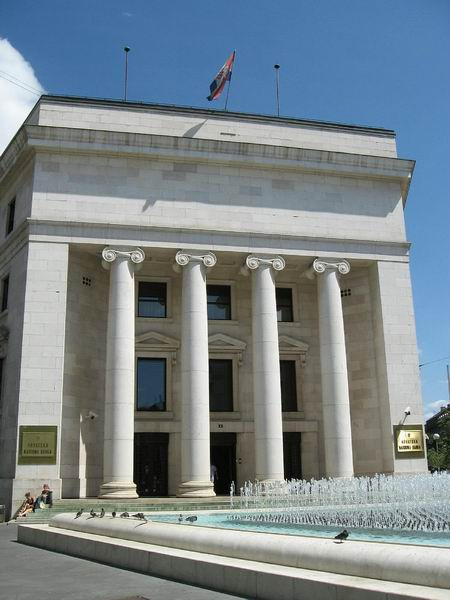
Національний банк (Загреб)

Розвиток туризму в Хорватії спирається на сукупність кількох сприятливих чинників: країна має вихід до Адріатичного моря (фактична довжина хорватських берегів становить 1778 км) та велику кількість островів (їх нараховують аж 1185, переважно безлюдних). Морське узбережжя розташоване в зоні середземноморського клімату з температурою води влітку до +26 °C. Має також розгалужену інфраструктуру для прихильників водних розваг.
На іншій території Хорватії клімат континентальний, але відносно м'який. Природно-кліматичні особливості країни створюють можливості і для пляжного відпочинку, і й для екскурсійного та активного туризму.
Додатковою перевагою туристичної Хорватії є її географічна близькість до Центральної та Північної Європи, невипадково чимало німців, чехів, австрійців, скандинавів надають перевагу саме хорватським морським курортам (так було ще за часів Австро-Угорщини та Югославії). Країна спромоглась доволі добре зберегти чисте довкілля. Крім узбережжя, туристів у Хорватії очікують мальовничі гірські райони з численними річками, озерами, водоспадами, печерами і лісами (наприклад, знаменитий національний парк «Плитвицькі озера»).
Крім природних, туристична Хорватія дуже багата і на рукотворні принади: тут збереглися численні пам'ятки античності, середньовіччя та пізніших часів. Всесвітньо відомі історичні приморські міста Дубровник, Спліт і Трогір, палац Діоклетіана та інші об'єкти світової культурної спадщини ЮНЕСКО.
У 2013 р. країну відвідали 14 млн іноземних туристів (2010—2012 рр. — бл. 11 млн щороку). Національна стратегія розвитку галузі передбачає досягнення в 2020 р. кількості туристів у 17,5 млн осіб, які мають принести країні 17 млрд дол.

## Сільське господарство, рибальство, лісництво
Сільське, лісове та рибне господарство в 2012 р. загалом давали до 5 % ВВП Хорватії (2,7 % усіх зайнятих в економіці). Проте історично країна була аграрною, ще в 1940-х рр. селяни становили понад половину населення Хорватії, а землеробство, скотарство і виноградарство грали більшу роль, ніж промисловість.
Традиційно для хорватського землеробства провідними культурами є зернові, виноград, оливки, тютюн, олійні та лікувальні рослини (насамперед, лаванда і локриця). В аграрному секторі велику роль і в минулому, і зараз відіграє розведення великої рогатої худоби і свиней. Новою галуззю в незалежній Хорватії є т. зв. «марикультура» — промислове вирощування морської риби і молюсків, орієнтоване на експорт.
На ринку Євросоюзу Хорватія представлена як помітний виробник органічних продуктів, вина та оливкової олії.

## Індустрія Хорватії
Хорватський індустріальний сектор інтенсивно змінюється, як і вся економіка Хорватії. Повномасштабні ефекти і стратегічно продумане реструктурування цього сектора очевидні в багатьох галузях. А саме, приватизація, зміцнення експорту на західні ринки, розвиток нових виробів і застосування нововведень до існуючих виробів і виробничих процесів, збільшення рівня і стандартів якості, створення умов для захисту довкілля, досягнення ефективності вартості, і т. д. Промисловість нині[коли?] становить приблизно 20 % валового національного продукту Хорватії, який наближається до рівня Європейського Союзу.
Рівень виробництва промисловості, за попередніми оцінками, становить приблизно 93 мільярди HRK на 1999 р. з рівнем зайнятості населення в 293 000 чоловік, що становить 27 % всієї робочої сили Хорватії. Індустріальні товари становлять 97 % всього експорту Хорватії.

## Будівництво
В 1999 р. у хорватській будівельній індустрії, важливій національній промисловості, було зайнято 68 844 службовці в 11 280 компаніях. Повна вартість контрактів на будівництво, виконаних за кордоном, становила 123 мільйони USD, 97 % із яких були зароблені в Європі. У 1998 р. було побудовано 12 557 квартир загальною площею 1 040 000 м², що відповідає середньому рівню будівництва за попередні три роки.

## Торгівля
Майже 50 % хорватських економічних об'єктів беруть участь у дистрибутивній торгівлі. Ця діяльність використовує 15 % всієї робочої сили і проводить приблизно 10 % хорватського валового внутрішнього продукту, який робить цю галузь надзвичайно важливою для всієї економіки країни. Загальний дохід, досягнутий цією галуззю, в 1998 р. налічував 19 мільярдів доларів (USD).